# Powhatan, Virginia
Powhatan [ˈpaʊ.həˈtæn] är administrativ huvudort i Powhatan County i Virginia. Ortnamnet hedrar Pocahontas far Powhatan. Först hette orten Scottsville efter Charles Scott.